# Верхи на кулі
«Верхи на кулі» (англ. Riding the Bullet) — мікророман американського письменника Стівена Кінга. Вийшла у форматі електронної книги. 2000 року оповідання було номіноване на Премію Брема Стокера за значний внесок у розвиток новел та через 2 роки увійшла до збірки оповідань Стівена Кінга «Все можливо». Упродовж першого дня, понад 400 000 примірників книги було завантажено з Інтернету. Кожен міг завантажити електронну копію за $2,5[джерело?].

## Сюжет
Отримавши звістку про те, що його мати була доставлена до лікарні після інсульту, Алан Паркер, студент коледжу штату Мен, кидає навчання і мчить додому. Щоб швидше відвідати свою матір, Алан вирішує подорожувати автостопом, сподіваючись, що йому пощастить з попутниками. Для хлопця з багатою уявою, шлях назустріч до чогось невідомого може стати захопливою пригодою, але Паркер одержимий смертю.
Вона, не бажаючи відпускати свою жертву, йде за Аланом: пізно вночі по пустельному шосе він натрапляє на небезпечних попутників, злу собаку, яка схожа на звіра з пекла, і живого мерця, який здається на перший погляд приємним співрозмовником. Ніч здається нестерпно довгою для Алана, переживаючи, що ранок можливо для нього ніколи не настане. Тікаючи від ненависного попутника чи посланця з самого пекла, головний герой лише вибивається з сил. Алан постає перед вибором: що для нього найдорожчим і чим він готовий пожертвувати. Він, зрештою потрапляє в лікарню, де він дізнається: попри його почуття провини і передчуття, що його мати померла або помре в будь-який момент, вона в повному порядку. Він закінчує коледж і піклується про свою матір протягом декількох років, поки вона не помирає від серцевого нападу.

## Фільм
«Верхи на кулі» — екранізація однойменного твору Стівена Кінга. Прем'єра фільму відбулася 15 жовтня 2004 року. Стрічка отримала схвальні відгуки від критиків та шанувальників творчості Стівена Кінга[джерело?].